# هارولد جفریس
هارولد جفریس (انگلیسی: Harold Jeffreys; ۲۲ آوریل ۱۸۹۱ – ۱۸ مارس ۱۹۸۹) دانشمند در زمینه آمار اهل بریتانیا بود.
وی همچنین برندهٔ جوایزی همچون مدال پادشاهی، همکار انجمن سلطنتی، مدال کاپلی، و مدال طلائی انجمن سلطنتی اختر شناسان شده‌است.